# SN 1996bf
SN 1996bf – supernowa typu Ia odkryta 9 października 1996 roku w galaktyce A021215+0127. W momencie odkrycia miała maksymalną jasność 21,50m.